# بافالو بيل

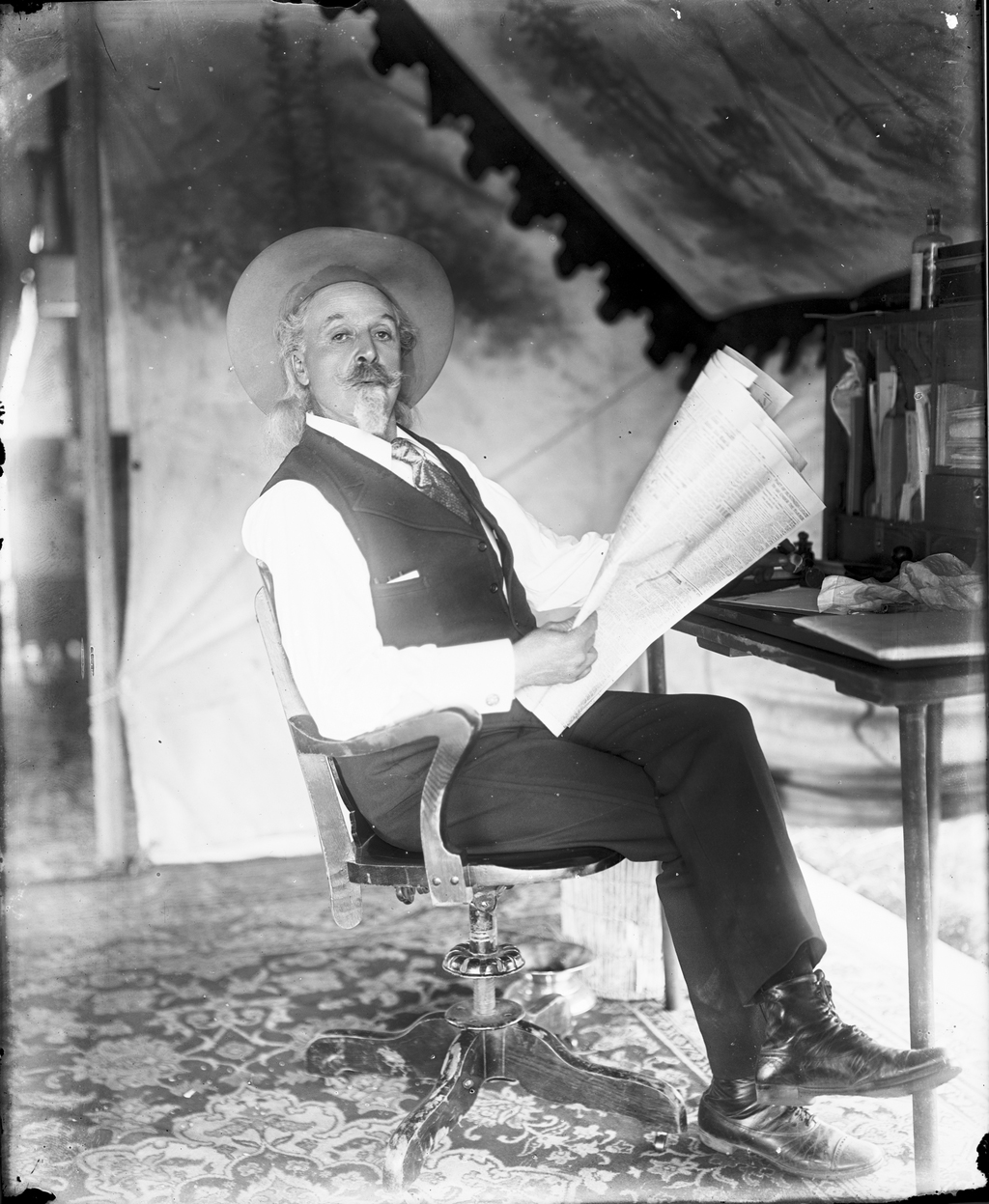
بافالو بيل

 وليام فريدريك «بافالو بيل» كودي (بالإنجليزية: William Frederick "Buffalo Bill" Cody)‏، ولد في (26 فبراير 1846م) في اقليم ايوا سابقا (الآن ولاية ايوا- الولايات المتحدة) في لي كلير لكنه عاش عدة سنوات في كندا قبل انتقلت عائلته إلى الإقليم كانساس. تلقى بافالو بيل وسام الشرف في عام 1872 للخدمة في الجيش الأمريكي ككشاف. أصبح واحدا من أكثر الشخصيات الملونة لأمريكا قديم غرب بافالو بيل الشهيرة ليظهر انه منظما مع رعاة البقر، والذي قام بجولة في بريطانيا العظمى وأوروبا وكذلك الولايات المتحدة.

## وصلات خارجية
- بافالو بيل على موقع IMDb (الإنجليزية)
- بافالو بيل على موقع الموسوعة البريطانية (الإنجليزية)
- بافالو بيل على موقع ألو سيني (الفرنسية)
- بافالو بيل على موقع ميوزك برينز (الإنجليزية)
- بافالو بيل على موقع قاعدة بيانات الأفلام السويدية (السويدية)
- بافالو بيل على موقع إن إن دي بي (الإنجليزية)
- بافالو بيل على موقع ديسكوغز (الإنجليزية)
- بافالو بيل على موقع قاعدة بيانات الفيلم (الإنجليزية)
- بافالو بيل على موقع كينوبويسك (الروسية)
- William F. Cody Archive
- "The Buffalo Bill Museum and Grave". مؤرشف من الأصل في 2019-12-06. اطلع عليه بتاريخ 2011-08-23.
- مؤلفات Buffalo Bill في مشروع غوتنبرغ
- "Meet Buffalo Bill and the West he loved". Buffalo Bill Historical Center. مؤرشف من الأصل في 2013-10-27. اطلع عليه بتاريخ 2011-08-23.
- "Hidden Horsham – Buffalo Bill's Wild West". مؤرشف من الأصل في 2013-06-30. اطلع عليه بتاريخ 2011-08-23.
- "William Wilson Quinn: Lieutenant General, United States Army". مقبرة أرلينغتون الوطنية. مؤرشف من الأصل في 2017-09-14. اطلع عليه بتاريخ 2011-08-23.
- Heppler, Jason. "The Wild West Show and the Progressive Image of American Indians". جامعة نبراسكا- لينكولن and Buffalo Bill Historical Center. Retrieved August 23, 2011.
- Library of Congress: excerpt from chapter 1 of Buffalo Bill Cody: The Man behind the Legend
- In Hotel Lobbies: Buffalo Bill at the Willard Hotel